# Kirche Saanen

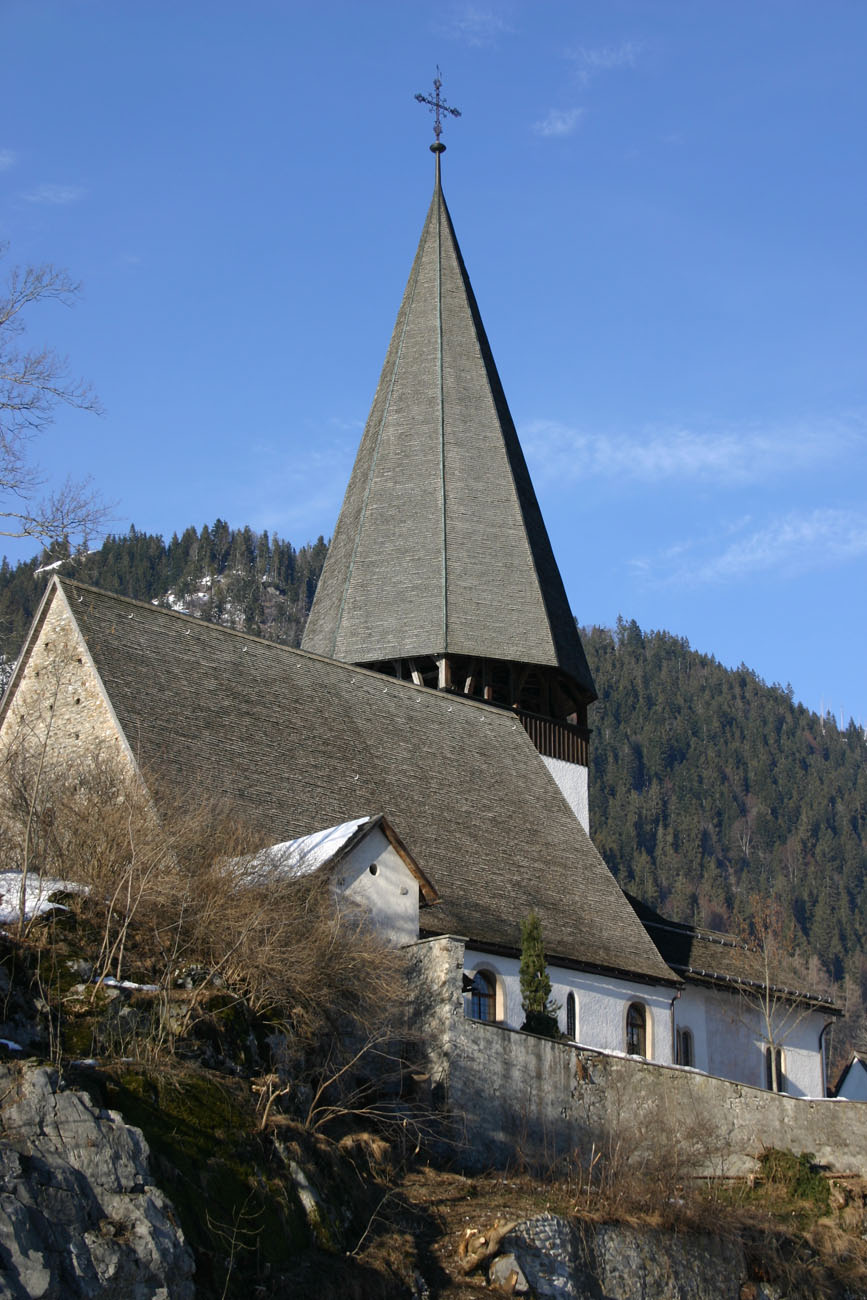
Kirche Saanen

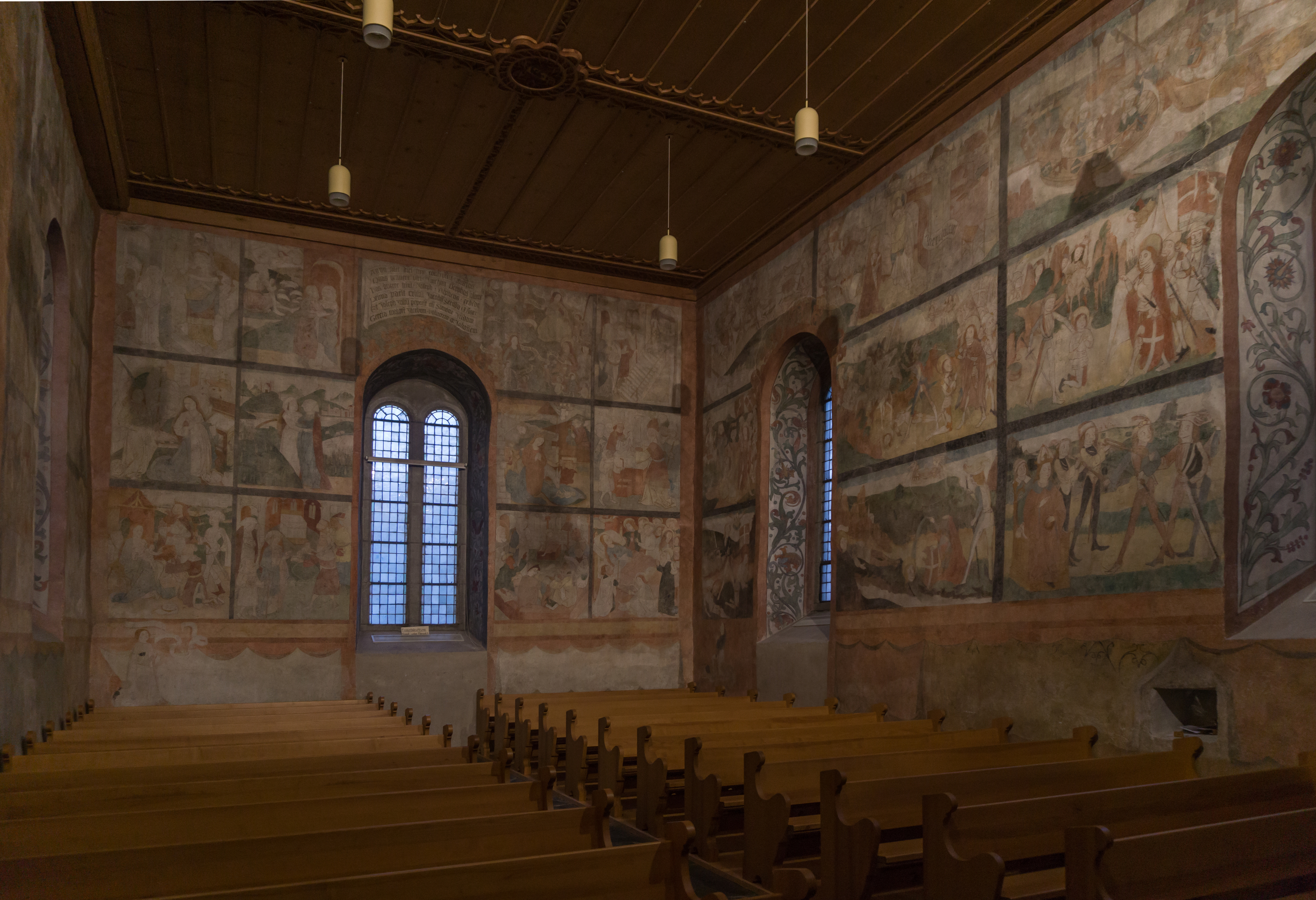
Wandmalereien in der Kirche von Saanen

Die Kirche Saanen ist die reformierte Dorfkirche von Saanen, Kanton Bern, Schweiz. Sie gehört zur Reformierten Kirchgemeinde Saanen-Gsteig, die Mitglied des Kirchlichen Bezirks Obersimmental-Saanen und des Kirchgemeindeverbands des Kantons Bern innerhalb der Reformierten Kirchen Bern-Jura-Solothurn ist.

## Geschichte
Eine Kirche in Saanen wird urkundlich erstmals 1228 erwähnt, war im Mittelalter dem Heiligen Mauritius geweiht und wurde 1444 bis 1447 in spätgotischem Stil neu erbaut. Die um 1470 entstandenen Wandmalereien im Chor stellen Szenen aus dem Alten Testament, dem Leben der Maria und der Legende des Heiligen Mauritius und der Thebäischen Legion dar. 1556 war die Reformation eingeführt worden, aber erst etwa 50 Jahre später, 1604 wurden diese Gemälde mit einer weißen Farbschicht verdeckt. 1927 wurden sie wieder frei gelegt worden, indem die Übermalung entfernt wurde. Am 11. Juni 1940 schlug ein Blitz in den Kirchturm und löste ein Feuer aus, das wertvolle Bestandteile der Kirche wie die Glocken und die Orgel vernichtete; Malereien, die Kanzel von Hans Jakob Schärer (1626) und der Taufstein konnten gerettet werden.

## Bauwerk
Wahrzeichen der Kirche ist der markante Turm aus romanischer Zeit mit sechseckigem Spitzhelm und hölzerner Glockenstube.
Der Kirchenraum besteht aus einem schmalen Ostteil, der vor der Reformation wohl den Hauptaltar beherbergt hat, und dem etwas breiteren Langhaus. Dieses ist durch Reihen hölzerner Stützen (ohne Arkadenbögen) in drei Schiffe geteilt. Das mittlere ist deutlich höher als die Seitenschiffe, die Kirche also eine Pseudobasilika, da sie keine Obergaden hat.

## Orgel
Beim Kirchenbrand 1940 ging auch die Orgel der Manufaktur Orgelbau Goll von 1908 mit 17 Registern auf zwei Manualen und Pedal verloren. 1942 baute Goll eine neue Orgel mit nun 22 Registern. Dieses Instrument wurde 1984 durch einen Neubau von Orgelbau Mathis, Näfels, mit 29 Registern auf drei Manualen und Pedal ersetzt.

## Glocken
Im Kirchturm befindet sich ein sechsstimmiges Glockengeläut, das 1942 von H. Rüetschi, Aarau gegossen wurde. Es ersetzte ein historisches Geläut mit Glocken aus dem 15., 16. und 19. Jahrhundert, das beim Kirchenbrand im Juni 1940 vernichtet wurde.
| Glocke | Name           | Gewicht | Schlagton |
| ------ | -------------- | ------- | --------- |
| 1      | Festtagsglocke | 3488 kg | B°        |
| 2      | Mittagsglocke  | 1419 kg | es′       |
| 3      | Vesperglocke   | 1021 kg | f′        |
| 4      | Feuerglocke    | 726 kg  | g′        |
| 5      | Wasserglocke   | 401 kg  | b′        |
| 6      | Frauenglocke   | 286 kg  | c″        |

## Leben
Eine wichtige Rolle spielt die Kirche beim alljährlich stattfindenden Menuhin Festival Gstaad und dem Winterfestival Sommets Musicaux de Gstaad.
Als reformierter Pfarrer in Saanen wirkte in jungen Jahren der Theologe Wilhelm Hadorn (1869–1929).
Koordinaten: 46° 29′ 24,8″ N, 7° 15′ 29,9″ O; CH1903: 586155 / 148785